# Военно-морские силы Никарагуа
Военно-морские силы Никарагуа (исп. Fuerza Naval del Ejercito del Nicaragua) — один из видов вооружённых сил республики Никарагуа.

## История
В 1896 году Коста-Рика купила себе невооружённое судно, в дальнейшем ставшее первым вооружённым кораблём в странах Центральной Америки, что вызвало обеспокоенность всех остальных государств. В конце 1890-х годов Никарагуа начала создание флота и к 1900 году сумела создать военно-морские силы из четырёх кораблей, вооружённых шестью артиллерийскими орудиями.
В начале XX века военный флот Никарагуа состоял из 10 небольших судов, из которых 3 находились на Атлантическом побережье, 3 — на Тихом океане и 4 находились на озёрах.
В 1909 году в стране начались военные столкновения между сторонниками консервативной и либеральной партий, которые постепенно перешли в гражданскую войну. После этого правительство страны купило в Новом Орлеане старый пароход «Венера» британской постройки (который был вооружён пушками, переименован в «Максимо Херес» и 16 мая 1910 года с десантом в 300 человек на борту — отправлен для блокады порта Блуфилдс, который контролировали либералы). Но 19 мая 1910 года США объявили, что не признают морской блокады порта Блуфилдс, так как она нарушает свободу торговли и в этот же день высадили в Блуфилдсе десант из 400 морских пехотинцев. В результате, блокировать порт не удалось, и корабли мятежников под флагом США доставляли либералам оружие, боеприпасы и всё необходимое. В период с 1912 по 1933 год (с незначительным перерывом в 1925—1926 году) Никарагуа была оккупирована силами американской морской пехоты.
5 августа 1914 года в Вашингтоне был подписан договор Брайана — Чаморро, в соответствии с которым США получили право на строительство военно-морской базы США в заливе Фонсека, а острова Грейт-Корн и Литтл-Корн в Карибском море были переданы США в аренду на 99 лет с возможностью продления (после денонсации договора 14 июля 1970 года острова были возвращены Никарагуа в 1971 году).

### 1925—1979
17 февраля 1925 года госдепартамент США передал правительству Никарагуа детальный план создания Национальной гвардии, которая должна была «действовать в качестве военной полиции» и «заменить национальную полицию, армию и флот». В мае 1925 года план был принят конгрессом Никарагуа.
Формирование Национальной гвардии (которая выполняла в стране функции армии, жандармерии и пограничной охраны) проходило в 1925—1933 годы при прямом участии США.
22 декабря 1927 года министр иностранных дел Никарагуа и поверенный в делах США подписали соглашение, в соответствии с которым под контроль Национальной гвардии передавали все вооружение, боеприпасы, военное имущество, военные объекты на территории Никарагуа, также была установлена общая численность подразделений Национальной гвардии.
8 декабря 1941 года Никарагуа объявила войну Японии, а 11 декабря 1941 года — объявила войну Германии и Италии, катера береговой охраны начали патрулировать побережье страны, но в боевых действиях Второй мировой войны Никарагуа участия не принимала.
В 1945 году США начали строительство военно-морской базы в порту Коринто на Тихоокеанском побережье Никарагуа.
В 1940-е-1950-е годы на вооружение Национальной гвардии начало поступать американское оружие и снаряжение времён Второй мировой войны.
11 февраля 1971 года Никарагуа подписала договор о морском дне (7 февраля 1973 года договор был ратифицирован).
Военно-морские силы Национальной гвардии (Marina de Guerra de la Guardia Nacional) выполняли функции береговой охраны. В 1975-1977 годы они состояли из 200 человек и 9 патрульных катеров.
В 1978 году Израиль продал Никарагуа четыре катера типа «Дабур».

### 1979—1990
После победы сандинистской революции 19 июля 1979 года, в Никарагуа были созданы новые вооружённые силы — Сандинистская народная армия. Также в 1979 году правительство приняло решение о утверждении 200-мильной исключительной экономической зоны и о распространении своей юрисдикции на континентальный шельф. 13 августа 1980 года в составе СНА были созданы военно-морские силы (Marina de Guerra Sandinista), на вооружение которых поступила техника и имущество расформированной Национальной гвардии.
После начала на рубеже 1980—1981 гг. боевых действий «контрас» и угрозой военного вторжения США численность вооружённых сил Никарагуа (в том числе, военно-морских сил) в 1980е годы была увеличена, на вооружение начала поступать техника и вооружение советского производства.
С 1 июля и до 31 декабря 1981 года правительством Никарагуа было зафиксировано 20 нарушений никарагуанских территориальных вод кораблями береговой охраны Сальвадора и Гондураса.
В 1982 году правительством Никарагуа было зарегистрировано 24 вторжения в территориальные воды Никарагуа.
- так, в июне 1982 года в заливе Фонсека, на расстоянии трёх миль от берега патрульный катер ВМС Никарагуа обнаружил фрегат ВМС США «Trippe», совершивший вторжение в территориальные воды Никарагуа. Правительство Никарагуа выступило с заявлением, что корабль занимался шпионажем и заявило официальный протест[12].
- 17 августа 1982 года эсминец ВМС США «Спрюэнс» с ракетно-артиллерийским вооружением, на борту которого находились вертолёты совершил вторжение в территориальные воды Никарагуа и приблизился к берегу на расстояние 10 миль[13].
- 8 ноября 1982 года два военных патрульных судна Гондураса и одно судно под флагом Сальвадора вторглись в территориальные воды Никарагуа в заливе Фонсека и в течение часа обстреливали сторожевые катера ВМС Никарагуа[14].

За первые четыре месяца 1983 года правительством Никарагуа было зарегистрировано 18 вторжений в территориальные воды страны
- в апреле 1983 года корабль ВМС США «Блэйкли» с артиллерийским вооружением, на борту которого находились вертолёт и радиоэлектронное оборудование, совершил вторжение в территориальные воды Никарагуа[15].
- 19 апреля 1983 года два военных судна ВМС Гондураса совершили вторжение в территориальные воды Никарагуа и на расстоянии двух миль от берега атаковали патрульный катер ВМС Никарагуа, на котором в результате обстрела были ранены четыре члена экипажа[16].
- 20 апреля 1983 военный корабль ВМС Гондураса вновь предпринял попытку атаковать патрульный катер ВМС Никарагуа. Правительство Никарагуа заявило протест[17].

9 сентября 1983 года военные корабли Гондураса совершили вторжение в территориальные воды Никарагуа и предприняли попытку атаковать два патрульных катера ВМС Никарагуа, но отступили после того, как никарагуанские катера открыли ответный огонь.
Вечером 10 октября 1983 года быстроходный катер «си-райдер» без опознавательных знаков приблизился к порту Коринто и атаковал ракетами склад горючего. В результате три человека получили ожоги, был причинен значительный материальный ущерб, возникла угроза взрыва десятков других резервуаров с нефтепродуктами. На тушение пожара было мобилизовано больше тысячи человек, ещё 4 тысячи человек пришлось эвакуировать из опасной зоны.
21 октября 1983 года в территориальные воды Никарагуа со стороны Гондураса совершил вторжение скоростной катер американского производства, который обстрелял из пулемётов и орудий склады горючего в порту Пуэрто-Кабесас и находившееся в порту панамское судно «Анита». В результате погиб 1 человек, ещё 11 (в том числе, трое детей) получили ранения.
6 ноября 1983 года военные катера ВМС Гондураса совершили вторжение в территориальные воды Никарагуа, атаковали и потопили никарагуанское рыболовное судно, которое находилось в шести милях от атлантического побережья. Экипаж судна был захвачен в плен и увезен в Гондурас.
6 января 1984 года быстроходные катера без опознавательных знаков обстреляли ракетами порт Потоси и населённый пункт Масачапа на тихоокеанском побережье страны.
25 января 1984 года два быстроходных катера, которых сопровождал самолёт без опознавательных знаков совершили вторжение в территориальные воды Никарагуа и обстреляли никарагуанское рыболовное судно «Карлос Фонсека», находившееся на расстоянии 1,5 км от берега в районе Пуэрто-Сандино.
В 1983—1984 годы диверсанты «контрас» при поддержке спецслужб США приступили к минированию портов и акватории Никарагуа. Несмотря на предпринятые попытки скрыть причастность к этой операции ЦРУ и правительства США, было установлено, что в ходе минирования применялись мины американского производства (хотя и не имевшие маркировки).
- 1 марта 1984 года взрывом морской мины было повреждено покинувшее порт Коринто голландское судно-земснаряд[26] «Geopotes IV»[27].
- 7 марта 1984 года в районе порта Коринто взрывом мины было повреждено грузовое судно Панамы[26] «Los Caribes»[27] водоизмещением 4000 тонн с медикаментами и другими грузами, были ранены шесть моряков в машинном отделении[28].
- 20 марта 1984 года на морской мине в районе порта Пуэрто-Сандино подорвался нефтеналивной танкер «Луганск» Новороссийского морского пароходства СССР с грузом 13 тыс. тонн горючего. Взрыв произошёл в районе полубака с правого борта, в результате в борту судна возникла пробоина, были выведены из строя носовая станция пожаротушения и ряд других механизмов. Ранения получили четыре члена экипажа (три матроса и боцман), двух матросов потребовалось госпитализировать[29].
- в дальнейшем, взрывами мин были повреждены корабли Японии и Либерии. Официальный протест в Совет Безопасности ООН от СССР и Никарагуа, в поддержку которого проголосовали 13 стран, был заблокирован США (воспользовавшимися правом «вето»)[30].
- 2 мая 1984 года на морской мине в районе порта Коринто подорвался никарагуанский рыболовный траулер «Педро Араус», капитан корабля и три члена экипажа получили ранения[31].

С 31 октября 1984 года самолёты SR-71 «Блэк бёрд» начали облёты территории Никарагуа, а с 6 ноября 1984 года в непосредственной близости от побережья Никарагуа была сосредоточена группировка из 40 боевых кораблей ВМС США (23 корабля — у Тихоокеанского побережья и 17 кораблей — у Атлантического побережья страны).
В начале ноября 1984 года два корабля ВМС США совершили вторжение в территориальные воды Никарагуа в районе порта Коринто и на расстоянии 4 миль от берега атаковали патрульный катер ВМС Никарагуа, который следовал к советскому торговому судну, чтобы провести его в порт Коринто.
В 1985 году в составе военно-морских сил были сформированы два командования:
- Атлантическое командование (Distrito Naval Atlantico)
- Тихоокеанское командование (Distrito Naval Pacifico)

18 апреля 1985 года три боевых самолёта ВВС Гондураса атаковали два патрульных катера ВМС Никарагуа, в результате катер GC-231 был потоплен, среди никарагуанских моряков имелись жертвы.
1 мая 1985 года президент США Р. Рейган объявил о начале экономической блокады Никарагуа. К объявленной правительством США блокаде Никарагуа не присоединилась ни одна страна мира, а за отмену санкций выступали даже противники сандинистского правительства. Тем не менее, блокада продолжалась до мая 1990 года.

### С 1990
После смены правительства на выборах 25 февраля 1990 года, в марте 1990 года была начата военная реформа, в ходе которой численность вооружённых сил страны (в том числе, военно-морских сил) была уменьшена, и уже к началу 1992 года вооружённые силы Никарагуа стали самыми малочисленными среди всех стран Центральной и Латинской Америки.
К концу 1992 года общая численность военно-морских сил Никарагуа составляла 500 человек, 25 патрульных и сторожевых катеров, а также 7 катеров-тральщиков.
По состоянию на начало 2001 года военно-морские силы насчитывали около 800 человек, и включали в себя две роты морской пехоты, семь малых кораблей и катеров (два тральщика проекта 1258, два сторожевых катера проекта 1400 и три «Дабур») и один буксир.
По состоянию на начало 2003 года военно-морские силы насчитывали около 800 человек и пять патрульных катеров.
По состоянию на начало 2005 года военно-морские силы насчитывали около 800 человек и три патрульных катера класса «Дабур».
По состоянию на начало 2011 года военно-морские силы насчитывали около 800 человек, 7 патрульных катеров (в т.ч, три катера класса «Дабур») и 16 малых катеров.
22 июня 2011 года стало известно, что в составе военно-морских сил было начато создание батальона численностью 300 военнослужащих, основной задачей которого должна была стать борьба с контрабандой и провозом наркотиков через территориальные воды Никарагуа.

## Современное состояние
По состоянию на начало 2022 года военно-морские силы насчитывали около 800 человек и 12 патрульных катеров.